# Skróty i skrótowce używane w NATO – H
- HA - Haiti - Haiti
- HAA - Heavy Anti-Aircraft Artillery - ciężka artyleria przeciwlotnicza
- HAG – Helicopter Action Group – śmigłowcowa grupa uderzeniowa
- HAGC - Helicopter Action Group Commander - dowódca śmigłowcowej grupy bojowej
- HARM - High-Speed Anti-Radiation Missile - pocisk naprowadzający się na źródło promieniowania elektromagnetycznego o dużej prędkości początkowej
- HAS - Hardened Aircraft Shelter - umocniony schronohangar
- HAZCON - Hazardous Conditions - warunki niebezpieczne

- HCU – Helicopter Control Unit – jednostka kontroli śmigłowców

- HFA - Helsinki Final Act - Akt końcowy Konferencji Bezpieczeństwa i Współpracy w Europie

- HHB - Headquater And Headquater Battery - bateria dowodzenia

- HIDACZ - High Density Airspace Control Zone - strefa kontroli przestrzeni powietrznej o wysokiej intensywności działań
- HICAP - High Combat Air Patrol - bojowy patrol lotniczy wysokiego pułapu
- HIMAD - High To Medium Altitude Air Defense - obrona powietrzna średnich i dużych wysokości
- HINS - Helicopter Integrated Navigation System - zintegrowany nawigacyjny system śmigłowcowy

- HLH - High-Low-High - wysoko-nisko-wysoko (profil lotu)

- HN - Host Nation - państwo-gospodarz
- HNS - Host Nation Support
  - wsparcie przez państwo-gospodarza
  - wsparcie kraju gospodarza
  - wsparcie kraju przyjmującego
- HNSA - Host Nation Support Agreement - umowa o wsparciu przez państwo-gospodarza
- HNSCC - Host Nation Support Co-ordination Centre - ośrodek koordynacji wsparcia przez państwo-gospodarza

- HOJ - Home On Jamming - naprowadzanie na źródło zakłóceń

- HPT - High Payoff Target - wysoce opłacalny cel

- HQ - Headquarters - dowództwo, stanowisko dowodzenia

- HRP – Helicopter Reference Point – punkt odniesienia dla śmigłowców

- HSO - Time on Target - czas nalotu na cel

- HVAA - High Value Air Assets - statki powietrzne szczególnego znaczenia
- HVT - High Value Target - cel o dużym znaczeniu